# ウィリアム・ウォード (初代ダドリー伯爵)

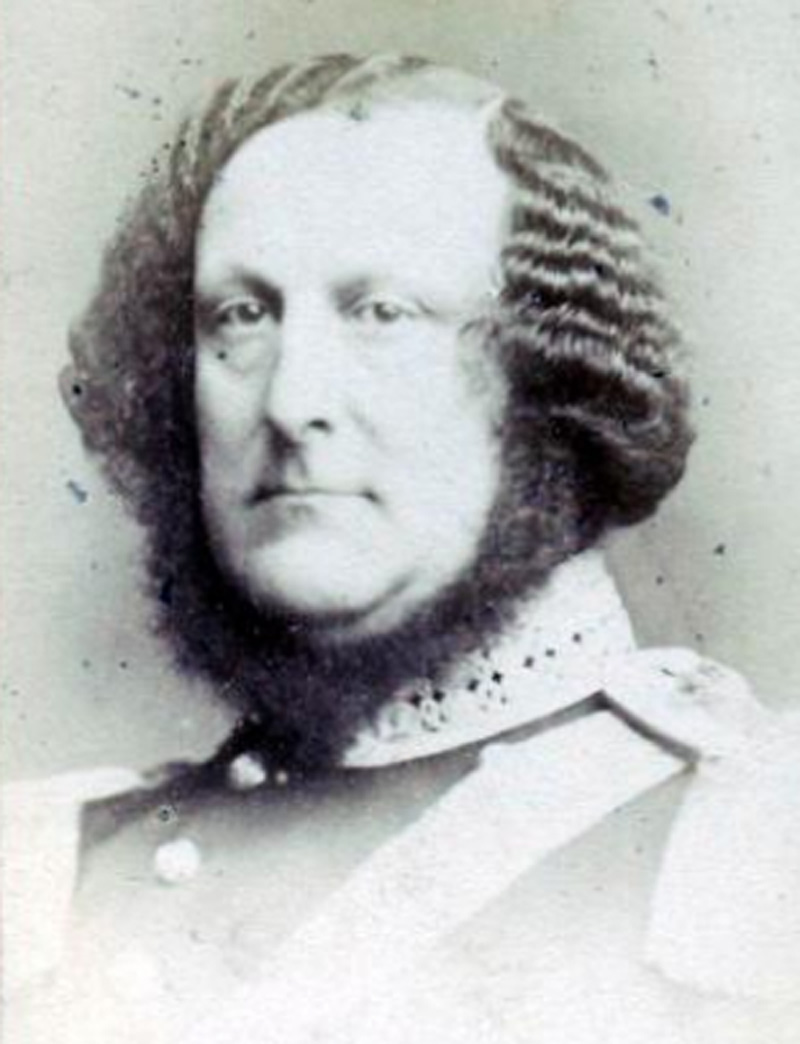
初代ダドリー伯爵、1860年ごろ。

初代ダドリー伯爵ウィリアム・ウォード（英語: William Ward, 1st Earl of Dudley、1817年3月27日 – 1885年5月7日）は、イギリスの貴族。貴族院ではピール派、のち自由党に所属した。

## 生涯

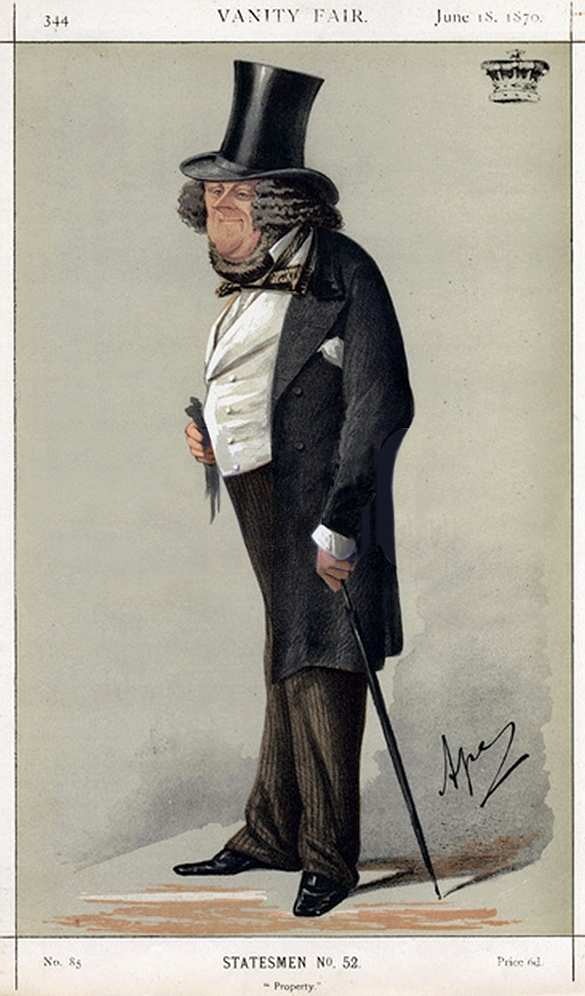
『バニティ・フェア』1870年6月18日号におけるカリカチュア、カルロ・ペレグリーニ画。

第10代ウォード男爵ウィリアム・ハンブル・ウォードと妻アメリア（Amelia、旧姓ピランズ（Pillans）、1797年ごろ – 1882年5月23日、ウィリアム・グーチ・ピランズの娘）の息子として、1817年3月27日にバリー・セント・エドマンズで生まれた。イートン・カレッジで教育を受けた後、1835年6月4日にオックスフォード大学クライスト・チャーチに入学した。その後、トリニティ・カレッジに移籍したが、学位を修得せずに大学を出た。大学では1838年から1842年までクリケット・クラブに在籍したクリケット選手だった。
1835年12月6日に父が死去すると、ウォード男爵位を継承した。1835年1月19日にウスターシャー・ヨーマンリー連隊の中尉に任命された後、1837年12月27日に副隊長（中佐）に昇進、1854年2月27日に指揮権を与えられた。1871年2月6日に辞任、同年6月15日に名誉隊長に任命された。
貴族院でははじめピール派保守党に属し、のちに自由党と合流したが、1869年にウィリアム・グラッドストンが提出したアイルランド国教会の廃止法案に反対した。官職に就任したことはなかった。

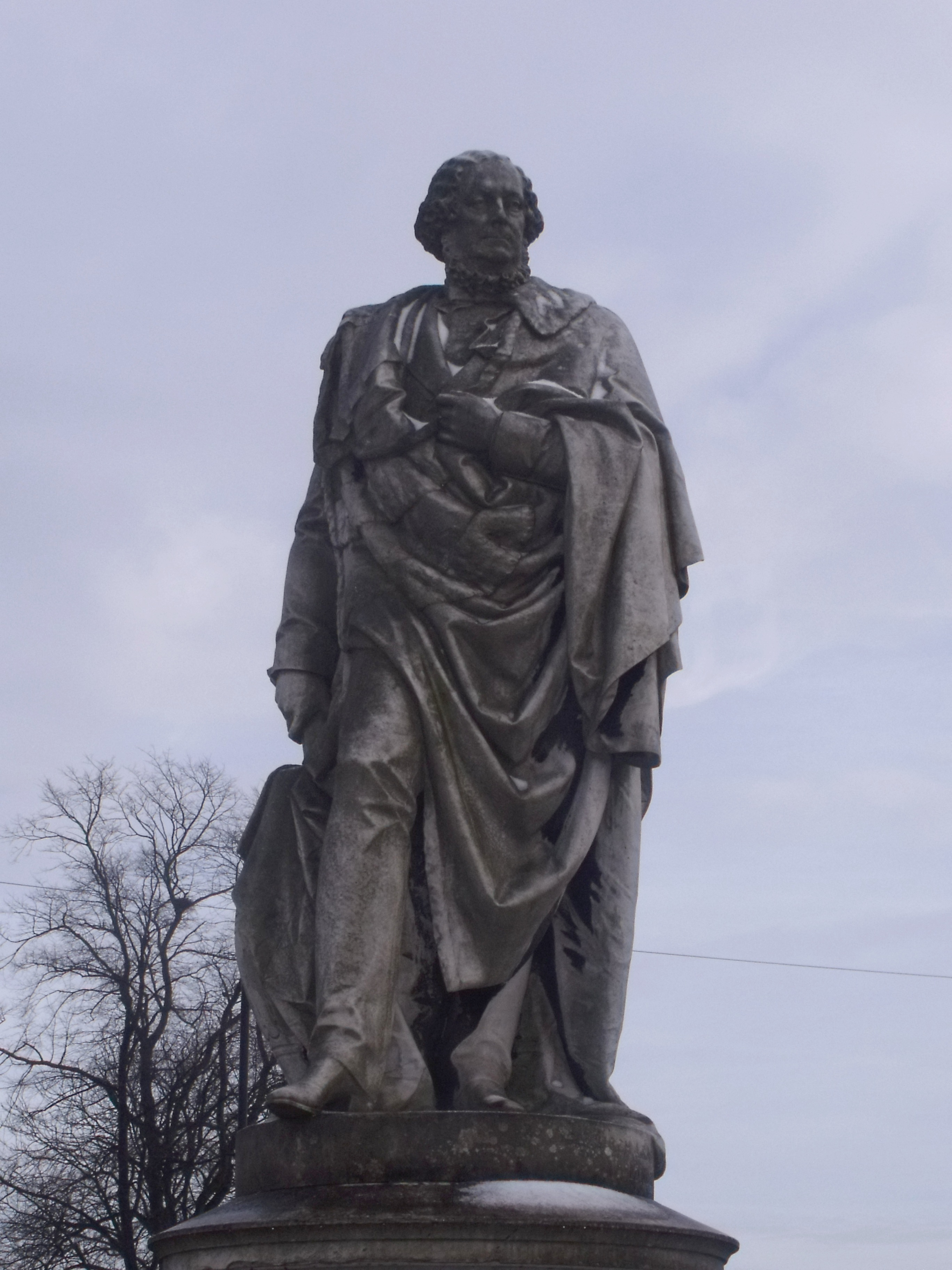
ダドリーにあるダドリー伯爵の彫像、2011年撮影。

1860年2月17日、ロクスバラシャーにおけるエドナムのエドナム子爵とスタッフォードシャーにおけるダドリー・キャッスルのダドリー伯爵に叙された。
美術のパトロンとして知られ、1863年5月11日から1866年までナショナル・ポートレート・ギャラリー理事を、1877年から1884年までナショナル・ギャラリー理事を務めた。
1838年に90万ポンド（2020年時点の$82,846,770と同等）を費やしてウスターシャーのウィットリー・コートでの広大な地所を購入、1883年時点でウスターシャーに14,698エーカーの、スタッフォードシャーに4,730エーカーの、メリオネスシャーに4,472エーカーの、ロクスバラシャーに1,086エーカーの、シュロップシャーに568エーカーの領地を所有し、合計で年収123,176ポンド相当だった。ダドリー伯爵の所領に炭鉱が多かったため、領地から得られる収入が多く、1883年時点で10万エーカー以上（ダドリー伯爵の所領の約4倍）の領地を所有するイギリス貴族28人のうち、ダドリー伯爵より収入が多かったのは6人だけだった。

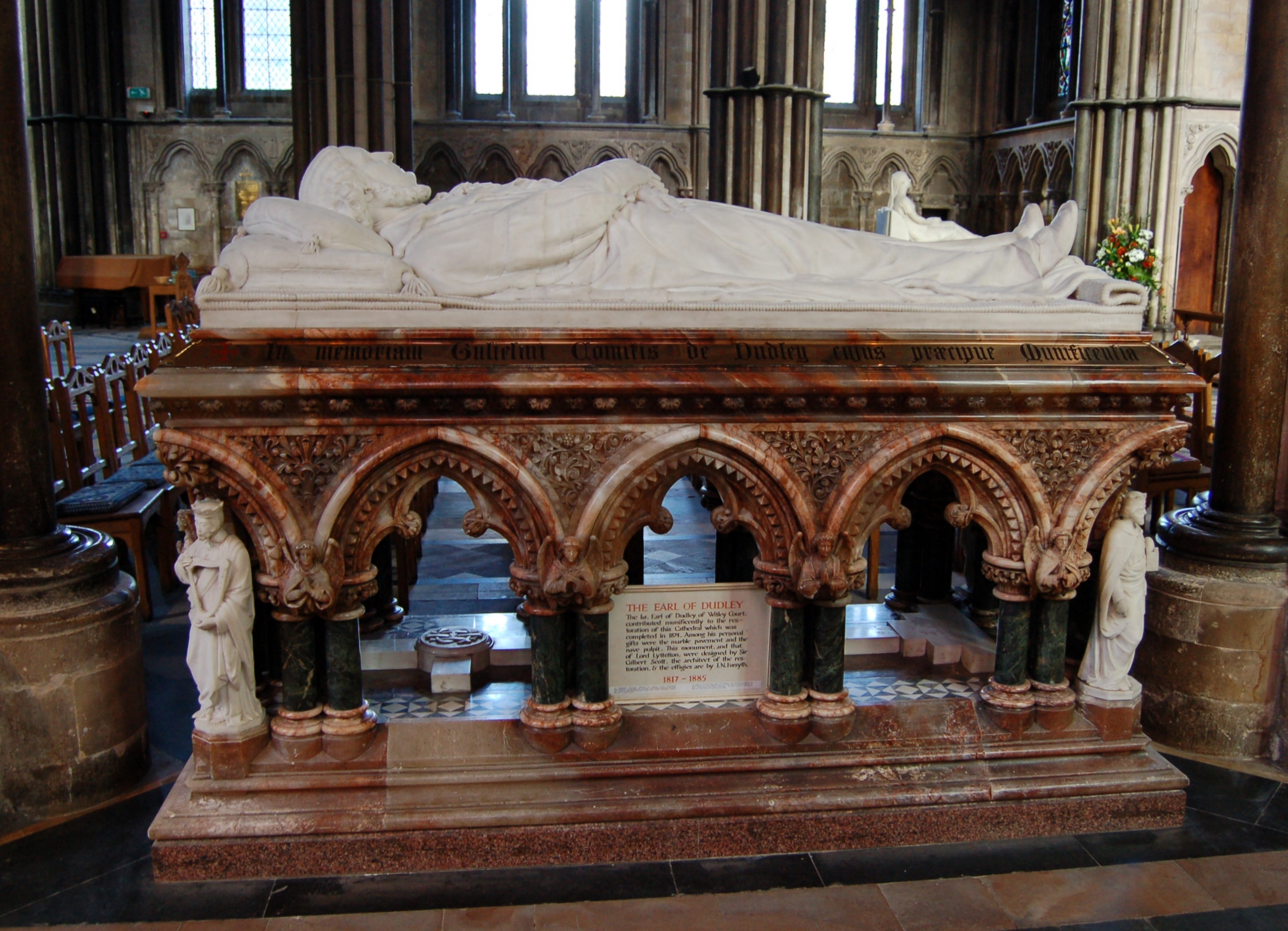
ウスター聖堂にあるダドリー伯爵の記念碑、2007年撮影。

1885年5月7日に肺炎によりダドリー・ハウスで病死、息子ウィリアム・ハンブルが爵位を継承した。
死後の1888年、初代ダドリー伯爵の彫像がダドリーで建てられた。

## 家族
1851年4月24日、セリナ・コンスタンス・ド・バーグ（Selina Constance de Burgh、1829年ごろ – 1851年11月14日、ヒューバート・ド・バーグの娘）と結婚したが、2人の間に子供はいなかった。

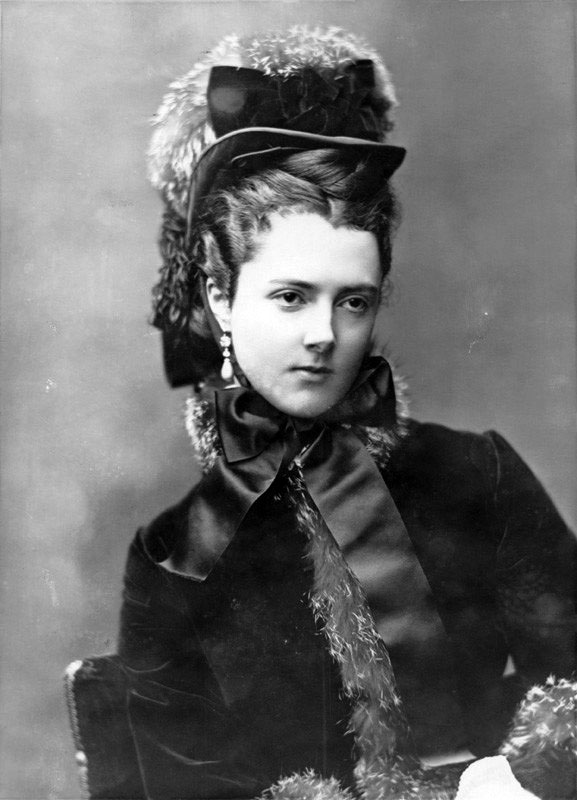
ダドリー伯爵夫人ジョージアナ・エリザベス。アレッサンドロ・バッサーノ撮影、1880年代。

1865年11月21日、ジョージアナ・エリザベス・モンクリフ（1929年2月2日没、第7代準男爵サー・トマス・モンクリフの娘）と再婚、6男1女をもうけた。
- ウィリアム・ハンブル（英語版）（1867年5月25日 – 1932年6月29日） - 第2代ダドリー伯爵[13]
- ジョン・ヒューバート（英語版）（1870年3月20日 – 1938年12月2日） - 陸軍軍人。1908年6月21日、ジーン・テンプルトン・リード（英語版）（1956年以降没、ホワイトロー・リード（英語版）の娘）と結婚、子供あり[13]
- ロバート・アーサー（英語版）（1871年2月23日 – 1942年6月14日） - 1906年7月24日、メアリー・アチソン（Mary Acheson、1956年以降没、第4代ゴスフォード伯爵アーチボルド・アチソン（英語版）の娘）と結婚、子供あり[13]
- イーディス・アメリア（1872年9月16日 – 1955年以降） - 1895年5月5日、第4代ウルヴァートン男爵フレデリック・グリン（英語版）と結婚[13]
- レジナルド（Reginald、1874年6月11日 – 1904年3月7日） - 陸軍軍人、生涯未婚[13]
- シリル・オーガスタス（Cyril Augustus、1876年1月31日 – 1930年1月11日） - 1904年4月14日、Irène Blanche Nicolette van Brienen（Arnoud Nicolaas Justinus Maria van Brienenの娘）と結婚、子供あり[13]
- ジェラード・アーネスト・フランシス（英語版）（1877年11月9日 – 1914年10月30日） - 1899年11月7日、イーヴリン・クライトン（Evelyn Crichton、1956年以降没、第4代アーン伯爵ジョン・クライトンの娘）と結婚[13]